# Blastocyste

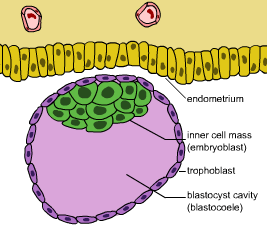
Blastocyste. Een blastocyste bestaat uit minimaal 128 blastomeren.

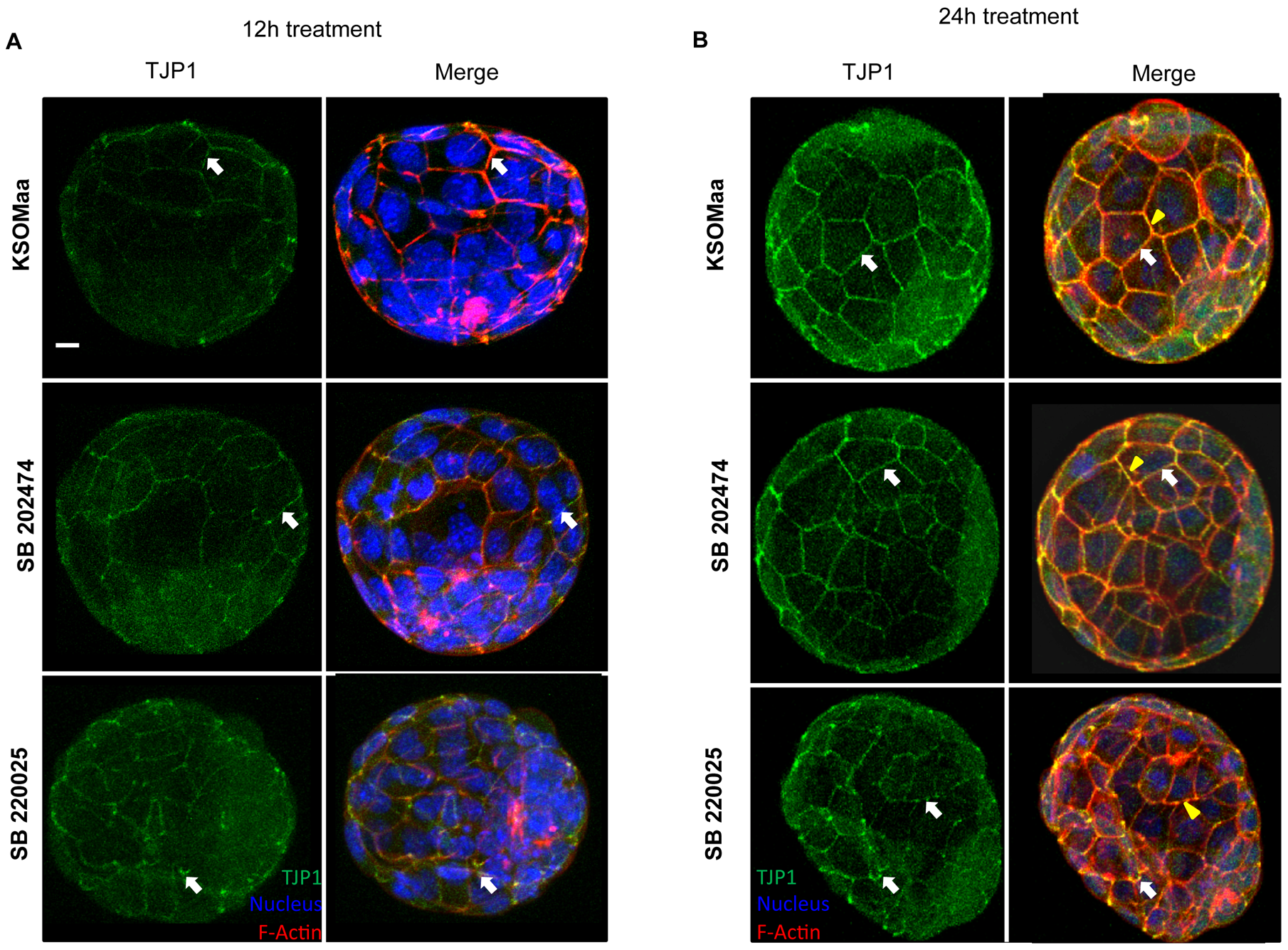
Blastocysten

De blastocyste (Oudgrieks βλάστη blástē "spruit", "kiem"; κύστις kýstis "blaas"; "kiemblaas") is een ontwikkelingsstadium van de embryogenese bij de meeste zoogdieren (buideldieren en hogere zoogdieren).
Bij zoogdieren, waarbij innesteling in de baarmoeder moet plaats vinden, bevinden de cellen die het eigenlijke embryo zullen gaan vormen zich in de zogeheten embryoblast of binnenste celmassa (Inner Cell Mass), een klompje cellen dat zich excentrisch in de blastocyste bevindt en dat vanaf dan embryoblast heet. De rest van de blastocyste, trofoblast genaamd, vormt extra-embryonaal weefsel zoals de placenta (moederkoek) en het amnion (vruchtvlies), dat nodig is voor de implantatie. Deze laag omringt de embryoblast of binnenste celmassa en een met vloeistof gevulde holte die bekend staat als de blastocoel. In de late blastocyste staat het trofectoderm bekend als de trofoblast. Uit de trofoblast ontstaan het chorion en het amnion, de twee foetale membranen die het embryo omringen. De placenta is afgeleid van het embryonale chorion (het deel van het chorion dat villi ontwikkelt) en het onderliggende baarmoederweefsel van de moeder.
Bij mensen begint de vorming van de blastocyste ongeveer vijf dagen na de bevruchting, wanneer een met vloeistof gevulde holte zich opent in de morula, het vroege embryonale stadium is een bal van 16 cellen. De blastocyste heeft een diameter van ongeveer 0,1–0,2 mm en omvat 200–300 cellen (32 mitotische delingen) na snelle splitsing (celdeling). Ongeveer zeven dagen na de bevruchting ondergaat de blastocyste implantatie en nestelt zich in het baarmoederslijmvlies van de baarmoederwand, waar hij verdere ontwikkelingsprocessen zal ondergaan, waaronder gastrulatie. Voor het inbedden van de blastocyste in het baarmoederslijmvlies moet deze uit de zona pellucida komen, de mantel die verhindert dat het zich aan de eileider hecht terwijl het pre-embryo zijn weg naar de baarmoeder vindt.
Het gebruik van blastocysten bij in-vitrofertilisatie (IVF) omvat het kweken van een bevruchte eicel gedurende vijf dagen voordat deze in de baarmoeder wordt overgebracht. Het kan een meer haalbare methode voor vruchtbaarheidsbehandeling zijn dan traditionele IVF. De binnencelmassa van blastocysten is de bron van embryonale stamcellen. De conceptus is de blastocyste, die breed toepasbaar is in stamceltherapieën, waaronder celreparatie, vervanging en regeneratie. De blastocyste uit de zona pellucida halen, kan ook worden gebruikt bij IVF en andere vruchtbaarheidsbehandelingen.

Blastoporus

De blastocyste ontwikkelt een pore aan een kant, genaamd blastoporus. Afhankelijk van het dier met twee openingen verloopt de ontwikkeling protostomaal of deuterostomaal. Andere dieren hebben óf één opening óf geen expliciet spijsverteringskanaal. Bij de protostome-ontwikkeling wordt de eerste opening in de ontwikkeling, de blastoporus, de mond van het dier. Bij deuterostome-ontwikkeling wordt de blastoporus de anus van het dier.

## Blastula
De blastula (van het oude Griekse βλαστός blastos “kiem, knop, scheut”) is een vroeg embryonaal stadium van meercellige dieren na het morula-stadium. In engere zin is de blastula slechts de ‘blaaskiem’ die bij veel dieren wordt aangetroffen en die een met vloeistof gevulde holte omsluit, de zogenaamde blastocoel. Alleen bij zoogdieren ontwikkelt de blastula zich eerst nog tot de blastocyste. Na de vorming van deze blastocyste volgt dan de gastrulatie. Bij de andere meercellige dieren vindt direct na de blastulatie de gastrulatie plaats.

## Ontwikkelingscyclus
Het blastocystestadium vindt plaats tussen 5 en 9 dagen na de bevruchting. Tijdens de embryonale ontwikkeling, na de bevruchting (ongeveer 5 à 6 dagen bij de mens), gaan de cellen van de morula differentieren en verandert de morula bij zoogdieren in de blastocyste. In de baarmoeder wordt de zona pellucida rondom de blastocyste afgebroken, waardoor deze zich in de baarmoederwand kan nestelen. Innesteling markeert het einde van het kiemstadium van de embryogenese en het begin van de gestatie (het begin van het embryonale en vervolgens het foetale stadium).

### Blastocystevorming

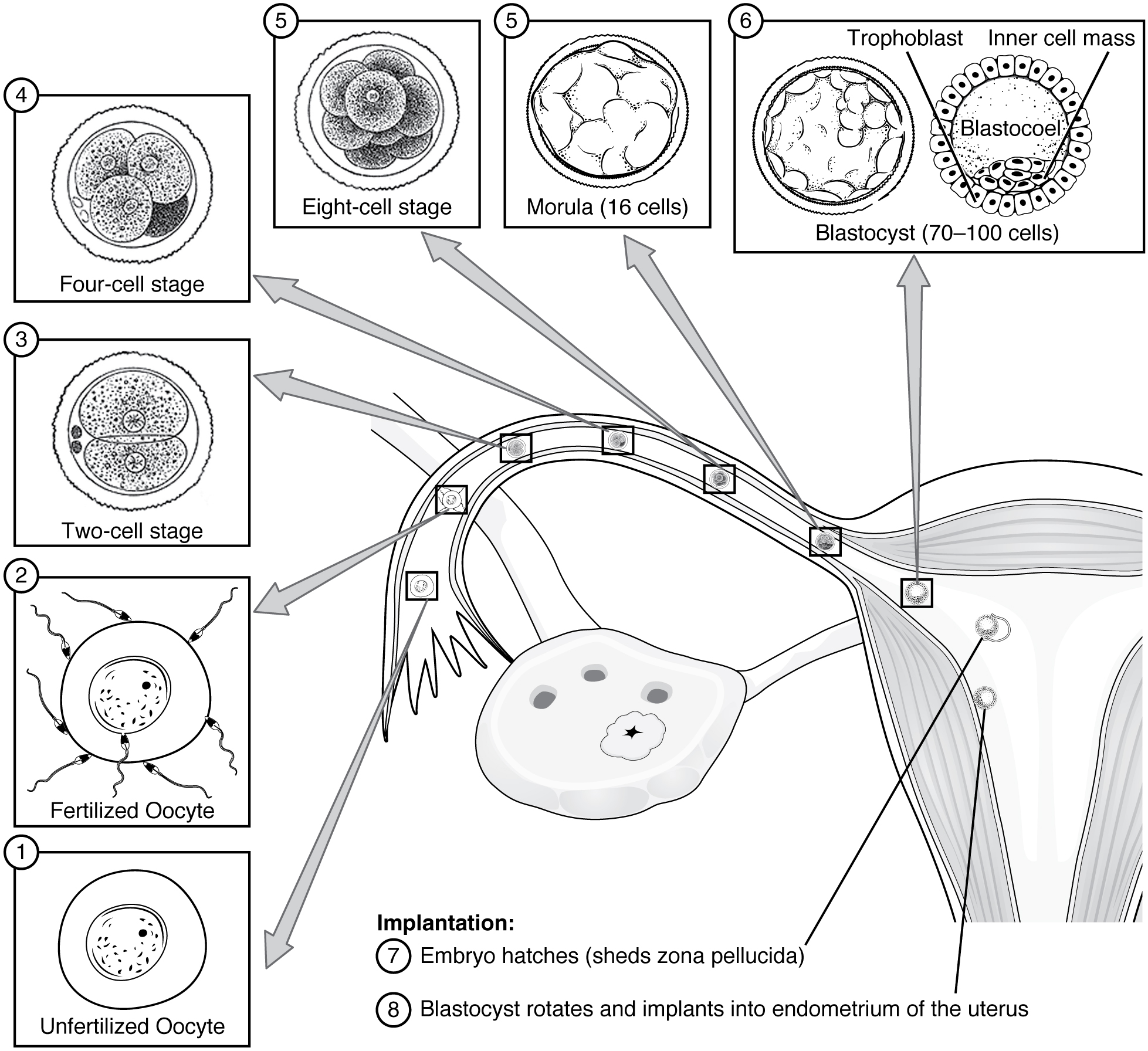
Vroege ontwikkeling van het menselijk embryo vanaf ovulatie tot en met innesteling

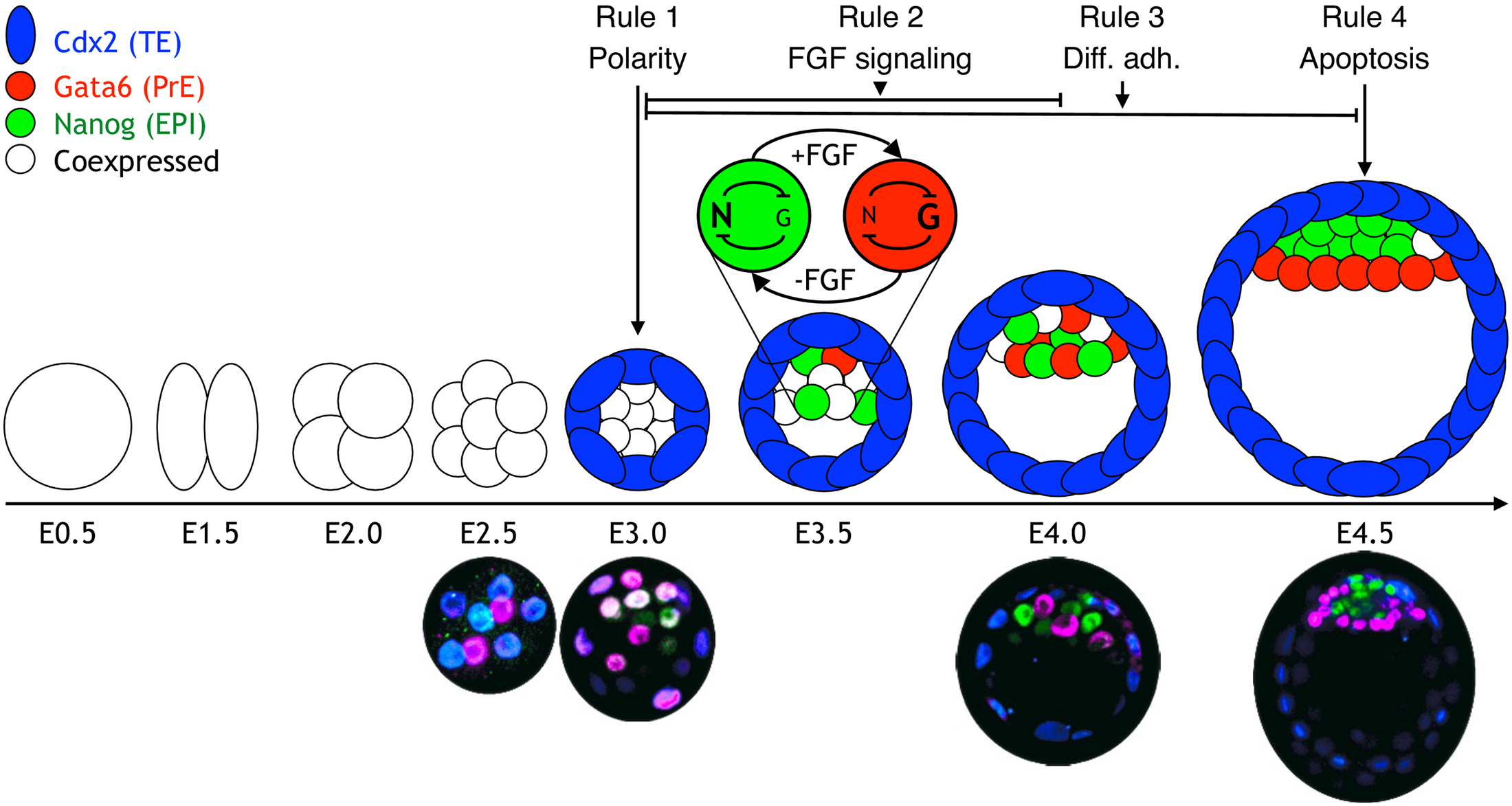
Vroege ontwikkeling van het embryo van de muis vanaf ovulatie tot en met blastocyste vorming. E=leeftijd embryo in dagen.

De zygote ontwikkelt zich door mitose, en wanneer deze zich heeft ontwikkeld tot een compacte bal van 8-16 cellen, wordt deze de morula genoemd. Tot dit ontwikkelingsstadium zijn alle cellen (blastomeren) totipotent en niet gespecificeerd voor een bepaalde functionele ontwikkeling in de toekomst. De morula transformeert vervolgens van een compacte 'bowlingbal' aan cellen naar een ruimtelijke 'voetbal' aan cellen (via cavitatie) en wordt zo een blastocyste, of bij veel andere dieren de blastula. Door cellulaire differentiatie worden de cellen van de morula vervolgens in twee typen ontwikkeld: trofoblastcellen die de blastocoel omringen en de embryoblast (binnenste celmassa). De embryoblast bestaat uit embryonale stamcellen. Het embryo is dan de blastocyste.
Voordat celdifferentiatie plaatsvindt, zijn er twee transcriptiefactoren, Oct-4 en nanog, die uniform tot expressie worden gebracht op alle cellen, maar beide transcriptiefactoren worden uitgeschakeld in de trofoblast zodra deze zich heeft gevormd. De kant van de blastocyste waar de embryoblast ontstaat, wordt de embryonale pool genoemd, en de andere kant is de ab-embryonale pool. De buitenste laag van trofoblastcellen, als gevolg van verdichting, pompt natriumionen in de blastocyste, waardoor water door osmose binnendringt en de interne met vloeistof gevulde blastocysteholte (blastocoel) gevormd wordt. De blastocoel, trofoblastcellen en embryoblast zijn kenmerken van de blastocyste.

### Innesteling

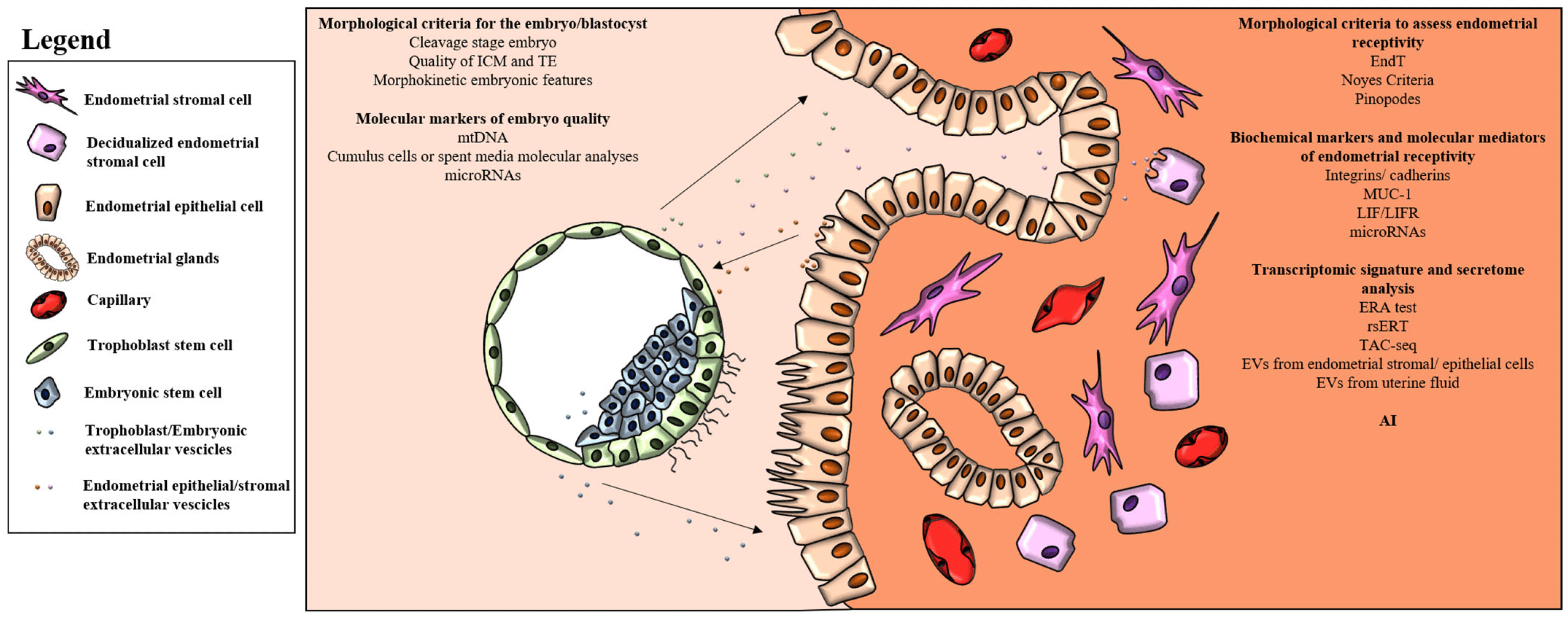
Schematische weergave van de morfologische en moleculaire criteria die worden gebruikt om de kansen op succesvolle embryo-innesteling te vergroten

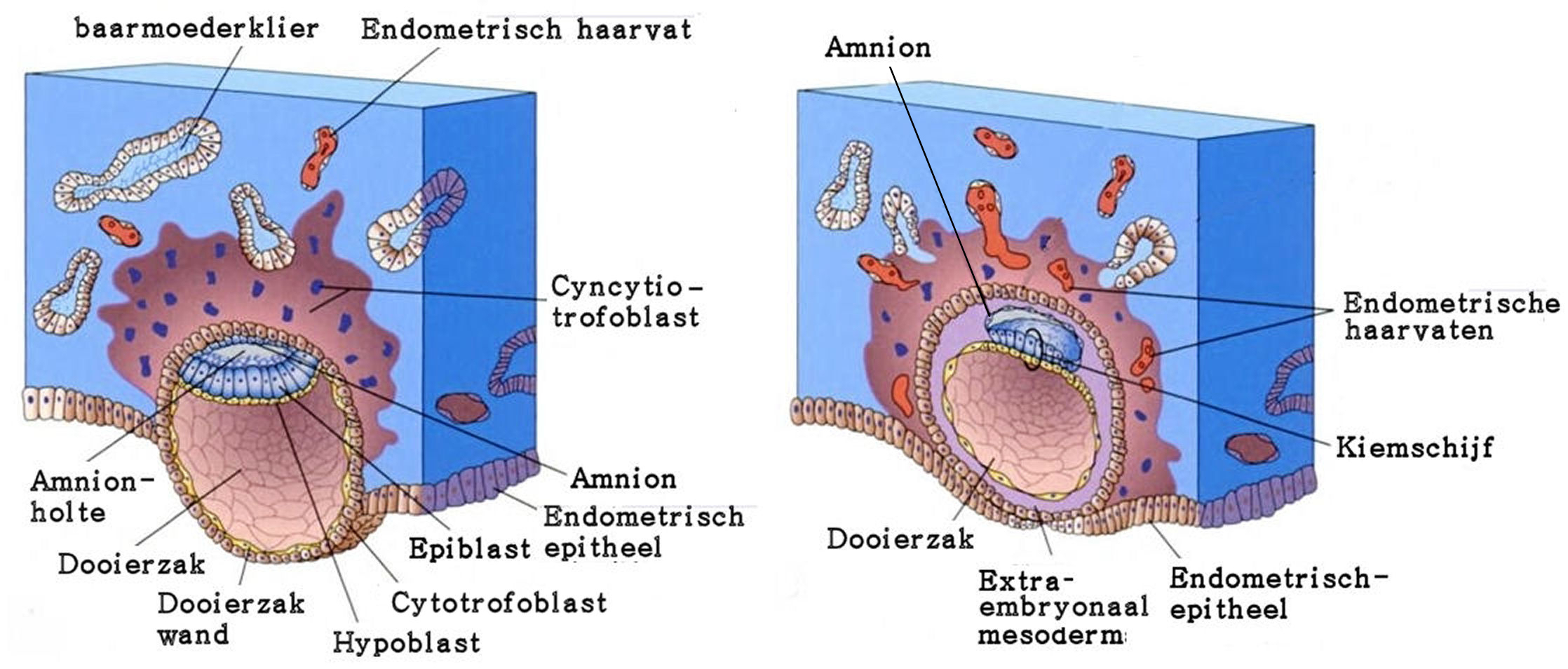
Innesteling

Innesteling is van cruciaal belang voor de overleving en ontwikkeling van het vroege menselijke embryo. Er wordt een verbinding tot stand gebracht tussen de moeder en het vroege embryo, die gedurende de rest van de zwangerschap zal voortduren. Innesteling wordt mogelijk gemaakt door structurele veranderingen in zowel de blastocyste als het baarmoederslijmvlies. De zona pellucida rond de blastocyste breekt. Hierdoor wordt de beperking op de fysieke grootte van de embryonale massa opgeheven en worden de buitenste cellen van de blastocyste blootgesteld aan het inwendige van de baarmoeder. Bovendien bereiden hormonale veranderingen bij de moeder, met name een piek in het luteïniserend hormoon (LH), het baarmoederslijmvlies voor op het ontvangen en omhullen van de blastocyste. Het immuunsysteem wordt ook gemoduleerd om de invasie van vreemde embryonale cellen mogelijk te maken. Eenmaal gebonden aan de extracellulaire matrix van het baarmoederslijmvlies scheiden trofoblastcellen enzymen en andere factoren uit om de blastocyste in de baarmoederwand in te bedden. De vrijkomende enzymen breken de baarmoederslijmvlieswand af, terwijl intracellulaire groeifactoren zoals humaan choriongonadotrofine (hCG) en insuline-achtige groeifactor (IGF) ervoor zorgen dat de blastocyste het baarmoederslijmvliesverder kan binnendringen.
Innesteling in de baarmoederwand maakt de volgende stap in de embryogenese mogelijk, gastrulatie, die de vorming van de placenta uit trofoblastcellen en differentiatie van de binnenste celmassa in het amnion en de epiblast omvat.

## Structuur
Er zijn twee soorten blastocystcellen:
- De binnenste celmassa, ook bekend als de embryoblast, geeft aanleiding tot de hypoblast en de epiblast.
  - De hypoblast ontwikkelt zich tot het amnion die de met vocht gevulde holte vormt waarin het embryo zich tijdens de zwangerschap bevindt.[11]
  - Uit de epiblast ontstaan de drie kiembladen van het zich ontwikkelende embryo tijdens de gastrulatie (endoderm, mesoderm en ectoderm).
- De trofoblast is een laag cellen die de buitenste laag van de blastocyste vormt en die samen met het baarmoederslijmvlies de placenta vormt. Trofoblastcellen scheiden ook stoffen uit voor het vormen van de blastocoel.[12]
  - Na implantatie is de cytotrofoblast de binnenste laag van de trofoblast, samengesteld uit stamcellen die aanleiding geven tot cellen die de chorionvilli, placenta en syncytiotrofoblast.
  - Na implantatie is de syncytiotrofoblast de buitenste laag van de trofoblast. Deze cellen scheiden proteolytische enzymen uit om de extracellulaire matrix van het endometrium af te breken, waardoor implantatie van de blastocyste in de baarmoederwand mogelijk wordt.[13]

De vloeistof in de blastocoel bevat aminozuren, groeifactoren en andere moleculen die nodig zijn voor celdifferentiatie.

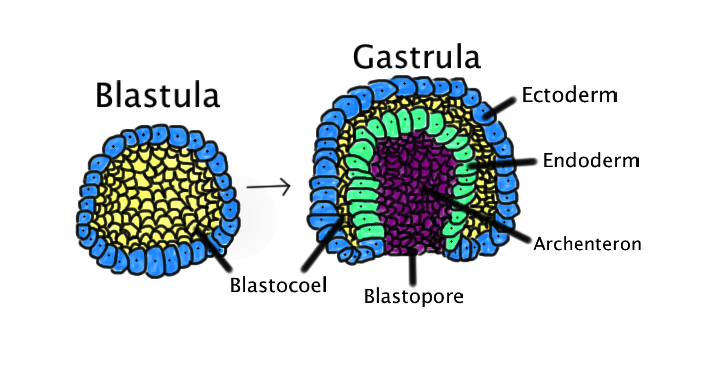
Gastrulatie vindt plaats als een blastula, bestaande uit één laag, zich naar binnen vouwt en groeit om een gastrula te vormen.
Kleurcode bij deze afbeelding: ectoderm, blauw; endoderm, groen; blastocoel (dooierzak), geel; en archenteron (darm), paars. (Afbeelding: Abigail Pyne)

### Celspecificatie
Meerdere processen controleren de specificatie van de cellijn in de blastocyste voor het vormen van de trofoblast, epiblast en de hypoblast. Deze processen omvatten genexpressie, celsignalering, cel-celcontact en positionele relaties, en epigenetica.
Zodra de binnenste celmassa in de blastocyste is gevestigd, bereidt deze zich voor op verdere specificatie in de epiblast en de hypoblast (primitiefendoderm). Dit specificatieproces wordt gedeeltelijk uitgevoerd door celsignalering van de fibroblastgroeifactor (FGF), die een MAP (mitogen-activated protein kinase)-kinaseroute genereert voor het veranderen van de genomen. Verdere segregatie van blastomeren in het trofectoderm en de binnenste celmassa worden gereguleerd door de homeobox, Cdx2. Deze transcriptiefactor onderdrukt de expressie van Oct4- en Nanog-transcriptiefactoren in de trofoblast. Deze genoomveranderingen maken de progressieve specificatie mogelijk van zowel de epiblast- als hypoblast-lijnen aan het einde van de blastocystfase van ontwikkeling voorafgaand aan gastrulatie. Veel van het onderzoek dat naar deze vroege embryonale stadia wordt uitgevoerd, vindt plaats op muizenembryo's, maar specifieke factoren kunnen per zoogdier verschillen.
Tijdens innesteling geeft de trofoblast aanleiding tot extra-embryonale membranen en celtypen die uiteindelijk het grootste deel van de foetale placenta zullen vormen. De specificatie van de trofoblast wordt bepaald door de combinatie van morfologische aanwijzingen die voortkomen uit celpolariteit met differentiële activiteit van signaalroutes zoals de Hippo-signaleringsroute en Notch-signaleringsroute, en de beperking tot buitenste cellen van afstammingsspecificaties zoals als CDX2 (Homeobox protein CDX-2).
In de muis worden de oerkiemcellen gevormd uit epiblastcellen, een proces dat gepaard gaat met uitgebreide genoom-brede epigenetische herprogrammering. Herprogrammering omvat globale DNA-demethylatie en chromatine reorganisatie resulterend in totipotentcellen. Het proces van genoom-brede demethylering omvat de base-excisiereparatie (BER)-route.
Trofoblasten brengen integrine tot expressie op hun celoppervlak, wat adhesie aan de extracellulaire matrix van de baarmoederwand mogelijk maakt. Deze interactie maakt innsteling mogelijk en veroorzaakt verdere celdifferentiatie in de drie verschillende celtypen, waardoor de blastocyste wordt voorbereid op gastrulatie.

## Video's vorming blastocyste
- Simulatie van embryonale ontwikkeling voorafgaand aan blastocoelvorming. Let op de rotatie van de celmassa in elke fase als gevolg van interactie met de doorschijnende zona pelluda (doorschijnende zone). Klieving tot en met 32-celstadium.
- Simulatie van het ontstaan van blastocoel in de aanwezigheid van de zona pellucida (doorschijnende zone). De uitlijning van de tweecellige embryo- en embryonaal-abembryonische assen met de lange as van de zona pelluda is duidelijk.
- Simulatie van blastocoelontwikkeling met zona pellucida (doorschijnende zone). In dit geval staat de embryonale-abembryonische as bijna loodrecht op de tweecellige embryo-as.
- Simulatie van endodermvorming door alleen differentiële adhesie. GATA6 (blauwe) cellen hebben een lagere zelfadhesie dan NANOG (Homeobox protein NANOG)(rode) cellen en de kruisadhesie tussen beide celtypen is het laagst. GATA6-cellen scheiden zich van de celmassa af naar de buitenkant van de beschikbare ruimte, maar worden niet allemaal naast het blastocoeloppervlak (onder) geplaatst zoals vereist voor correcte endoderm-specificatie.
- Simulatie van endodermvorming in aanwezigheid van zowel differentiële adhesie als richtingssignaal richting blastocoel. De parameters die in de simulatie worden gebruikt, zijn dezelfde als in twee eerdere films. Alle GATA6-cellen (Transcription factor GATA-6) worden robuust naar het blastocoeloppervlak verplaatst.
- Simulatie van endodermvorming met alleen richtingssignaal richting blastocoel. Het naar beneden trekken van de GATA6-cellen is in dit geval niet voldoende om alle cellen naast de blastocoelgrens te verplaatsen.
- Een voorbeeld van een volledige simulatie van embryonale ontwikkeling van 1 tot 128 cellen. Simulatie omvat de vorming van trofectoderm in een "positiegebaseerd" model, blastocoelgroei en endodermvorming door differentiële adhesie en richtingssignaalmechanismen. Ontwikkeling vanaf 1,5 tot 4,5 dagen na de bevruchting.

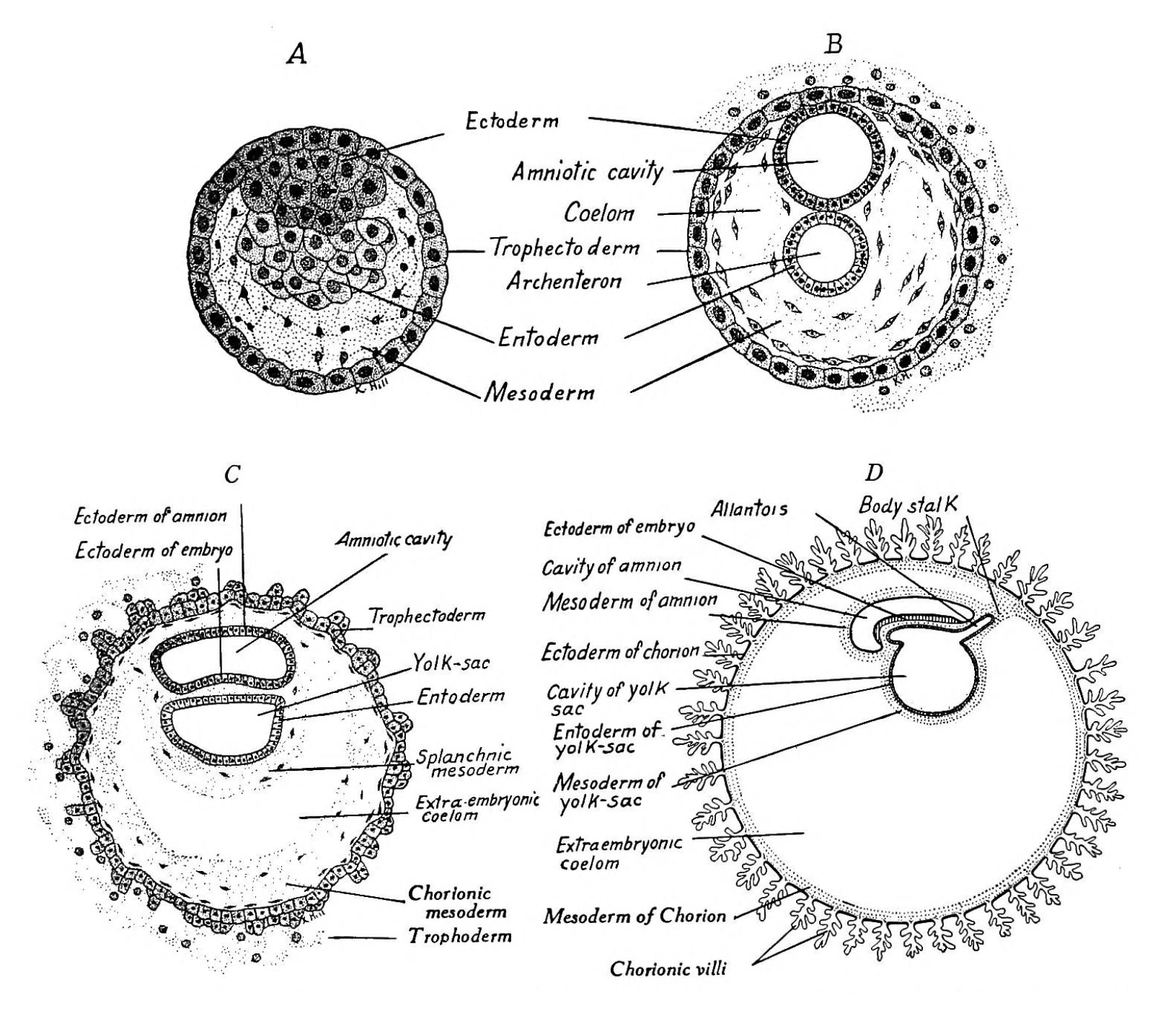
Menselijke embryo's, vier stadia